# 袁叔琪
袁叔琪（英語：Yuan,Shu-Chi，1984年11月9日—）是台灣女子射箭運動員，為臺灣南投縣埔里鎮人，綽號「鹽酥雞」。

## 簡歷
袁叔琪出身自「郵差世家」，父母親的職業皆為郵差，曾就讀於臺北縣三峽鎮（今新北市三峽區）明德中學及台灣師範大學。自國中一年級開始加入射箭隊。年僅17歲（就讀高二）的她首次參加亞運即一戰成名，在2002年釜山亞運個人賽中過關斬將，最終不但打破亞運紀錄，並奪得女子射箭的金牌。

## 著作
《逐夢計畫─35個點夢成真的一句話》〈不服輸的射手〉，出版社：正中書局，2014年。

## 比賽表現

### 2002年釜山亞運會
2002年，袁叔琪首次代表中華台北出戰釜山亞運會，參加射箭比賽的女子個人及團體項目。
在10月6-7日舉行的女子個人預賽中，她得到1,321分，排在47位選手中的第6位；並以4號種子身份直接晉身16強淘汰賽。
10月8日，她在首戰面對馬來西亞的蒙瑞蒂，輕鬆以155:143擊敗對手晉級。半準決賽的對手是印度班娜姬，袁叔琪於比賽初段不在狀態，至第11箭仍以86:87落後對手。班娜姬最後1箭射出9分，總分躍升至96分，令袁叔琪身陷絕境；惟她仍能沉著應戰，射出一支10分追平對手，雙方須加賽決勝；班娜姬先射得8分，袁叔琪得9分，以一分之微險勝。
袁叔琪在準決賽遇上悉尼奧運團體、個人雙料金牌得主南韓選手尹美進，她憑神勇的表現以113:106力壓對手，12支箭之中有7支射出10分，破亞運紀錄闖入決賽。金牌戰，袁再度碰上南韓選手金文貞，她在頭3箭以先聲奪人射得9、9、10分，令對手壓力大增；終乘金文貞在第9箭只得6分時，再射出一支10分，拋離對手。最後以110:104勝出，為中華台北的射箭隊首次奪得亞運金牌。
兩日後，袁再聯同隊友蔡靜雯、彭暐婷和陳馨怡出戰女子團體決賽。她們先後淘汰馬來西亞和中國選手，但在決賽遇上實力強橫的南韓隊，終以226:246落敗，奪得一面銀牌。袁叔琪在本屆亞運奪得一金一銀佳績，奠定個人在女子射箭隊的地位。

### 2004年雅典奧運會
2004年，袁叔琪代表中華台北出戰雅典奧運會，參加射箭比賽的女子個人及團體項目。在8月12日舉行的女子個人排名賽中，在64位選手中排名第6位，得分658；而她代表的中華台北隊亦能晉級女子團體淘汰賽階段。
8月15日，袁叔琪在個人項目的淘汰賽32強面對排名賽第59名的烏克蘭選手K·帕雷哈；開始時，她的表現並不穩定，第一箭只得7分，惟後來漸入佳境，最終以162:158 獲勝晉級。兩日後，袁在16強賽事面對排名27的印度選手R·庫瑪莉，再以166:148輕取對手。
在8月18日進行的賽事，袁先在半準決賽對上悉尼奧運的雙金得主，當時世界排名第1的韓國選手尹美進，乘著對手失誤以107:105獲勝晉級。後在準決賽又遇上另一位韓國名將李成震。惟袁在第5箭失誤，只射出7分，最終以98:104落敗，僅能躋身銅牌戰。面對排名第21的英國選手艾莉森·威廉森，袁再次失手，接連在最後兩箭射出7分，最後以1分之差飲恨，失去奪銅機會，以總排名第4完成本屆個人賽事。
8月20日，袁叔琪伙拍吳蕙如和陳麗如出戰女子團體比賽。隊伍先後擊敗日本和德國晉級四強，卻於準決賽敗在中國箭下。在團體賽銅牌戰中，中華台北隊以242:228輕鬆戰勝了法國隊，取得代表團在該屆奧運的首面獎牌。

### 2006年多哈亞運會
2006年，袁叔琪代表中華台北出戰多哈亞運會，參加射箭比賽的女子個人及團體項目。
在12月9至10日舉行的女子個人預賽中，她得到1,294分，在60位選手中排第10位，獲教練許文玲委派出戰淘汰賽階段；惟首戰面對蒙古畢辛蒂時卻表現失準，以103:107遭淘汰。
12月13日，袁與隊友吳蕙如、林華珊和賴逸欣出戰女子團體決賽。她們先後淘汰蒙古和印尼選手，但在準決賽以196:211大敗給南韓選手，只能與北韓爭銅牌。袁叔琪在銅牌戰中仍是失誤頻頻，還射了一支5分箭，幸好她在最後一箭力挽狂瀾，射出一支完美的10分箭，最終中華台北隊以2分之差（208:206）奪得銅牌。

### 2008年北京奧運會
2008年，袁叔琪代表中華台北出戰北京奧運會，參加射箭比賽的女子個人及團體項目。在8月9日舉行的女子個人排名賽中，她取得652分，在64位選手中排名第6位；而她代表的中華台北隊亦奪得女子團體晉級資格。
8月10日，袁叔琪聯同吳蕙如和魏碧銹出戰女子團體比賽。隊伍在首戰即遇上歐洲強隊意大利。雖然袁叔琪和吳蕙如表現出色，接連射出高分；但小將魏碧銹卻表現不穩。最終，中華台北隊以211:215落敗。
8月12日，袁叔琪在個人項目的淘汰賽32強階段面對排名59的澳洲選手亞歷山德拉·菲妮。她在前半段比賽表現失準，並曾一度以3分落後對手；但她在比賽後段漸漸穩定，並連續射出3支10分箭，最終以104:101獲勝晉級。在16強賽事，袁面對排名27的中國選手張娟娟，表現持續不穩的她終以105:110落敗，遭到淘汰；在本屆奧運會中未能奪得任何獎牌。

### 2010年廣州亞運會
2010年，袁叔琪代表中華台北出戰廣州亞運會，參加射箭比賽的女子個人及團體項目。
在11月19日舉行的女子個人預賽中，她得到1,319分，在52位選手中排第14位。因她的分數較兩位年輕隊友譚雅婷（1,334分）和 雷千瑩（1,327分）為低，而每個代表團只能有兩位選手晉級，南韓籍總教練田仁秀決定派兩位小將續戰淘汰賽；然而，她仍能憑此成績為中華台北隊奪得女子團體晉級資格。
11月21日，袁伙拍譚雅婷和吳蕙如出戰女子團體決賽。她們先在半準決賽以207:205淘汰日本選手，卻在準決賽以219:220，一分之微敗於中國選手，未能晉身決賽。在銅牌賽中，中華台北隊初段原一直領先印度代表；但在賽事末段，袁叔琪卻意外失手，只能射中7分，成績被印度隊追平217:217。賽事原定進入延長賽，但裁判卻表示電子計分板上顯示的分數，與手抄的分數紀錄並不一致。在重新計算分數後，裁判判印度隊加1分；中華台北隊以217比218落敗，未能奪得任何獎牌。賽後，袁叔琪為自己的失誤相當自責，更一度激動落淚。